# Саммерс (округ, Західна Вірджинія)
Шаблон:StateAbbr_ 37°40′ пн. ш. 80°52′ зх. д. / 37.66° пн. ш. 80.86° зх. д.
Округ  Саммерс (англ. Summers County) — округ (графство) у штаті  Західна Вірджинія, США. Ідентифікатор округу 54089.

## Історія
Округ утворений 1871 року.

## Демографія
За даними перепису 2000 року загальне населення округу становило 12999 осіб, зокрема міського населення було 2889, а сільського — 10110. Серед мешканців округу чоловіків було 6353, а жінок — 6646. В окрузі було 5530 домогосподарств, 3756 родин, які мешкали в 7331 будинках. Середній розмір родини становив 2,84.
Віковий розподіл населення поданий у таблиці:
| Стать    | До 15 років | 15-21 | 22-29 | 30-39 | 40-49 | 50-65 | 65-85 | Понад 85 |
| -------- | ----------- | ----- | ----- | ----- | ----- | ----- | ----- | -------- |
| Чоловіки | 1080        | 597   | 542   | 749   | 1042  | 1233  | 1011  | 99       |
| Жінки    | 1042        | 517   | 565   | 800   | 1001  | 1238  | 1251  | 232      |

## Суміжні округи
- Ґрінбраєр — північний схід
- Монро — схід
- Джайлс, Вірджинія — південь
- Мерсер — південний захід
- Релей — захід
- Фаєтт — північний захід

## Виноски
1. ↑  U.S. Decennial Census. United States Census Bureau. Архів оригіналу за 19 липня 2018. Процитовано 11 січня 2014.
2. ↑  Historical Census Browser. University of Virginia Library. Архів оригіналу за 11 серпня 2012. Процитовано 11 січня 2014.
3. ↑  Population of Counties by Decennial Census: 1900 to 1990. United States Census Bureau. Архів оригіналу за 3 червня 2013. Процитовано 11 січня 2014.
4. ↑  Census 2000 PHC-T-4. Ranking Tables for Counties: 1990 and 2000 (PDF). United States Census Bureau. Архів оригіналу (PDF) за 18 грудня 2014. Процитовано 11 січня 2014.
5. ↑  State & County QuickFacts. United States Census Bureau. Архів оригіналу за 20 липня 2011. Процитовано 11 січня 2014. [Архівовано 2011-06-07 у Wayback Machine.](англ.) Наведено за англійською вікіпедією.
6. ↑  American FactFinder. Бюро перепису населення США. Архів оригіналу за 26 лютого 2012. Процитовано 31 січня 2008. [Архівовано 2008-05-21 у Wayback Machine.]

| США | Це незавершена стаття з географії США. Ви можете допомогти проєкту, виправивши або дописавши її. |